# USS Washington (BB-47)
USS Washington (BB-47) byla nedokončená bitevní loď Námořnictva Spojených států amerických. Měla to být třetí a zároveň předposlední jednotka třídy Colorado.

## Stavba
Všechny lodě třídy Colorado byly objednány v roce 1916. Kýl lodi Washington byl založen 30. června 1919 v americké loděnici New York Shipbuilding Corporation. Loď byla 1. září 1921 spuštěna na vodu. Washington nebyl z důvodu Washingtonské konference dokončen a roku 1924 byla potopen.

## Výzbroj
Primární výzbroj lodi měly tvořit 4 dvojhlavňové střelecké věže s děly ráže 406 mm a s dostřelem až 32 km. Sekundární výzbroj mělo tvořilo 20 děl ráže 127 mm. Nakonec zde mělo být nainstalováno 8 protiletadlových kanónů ráže 76 mm.

### Externí odkazy

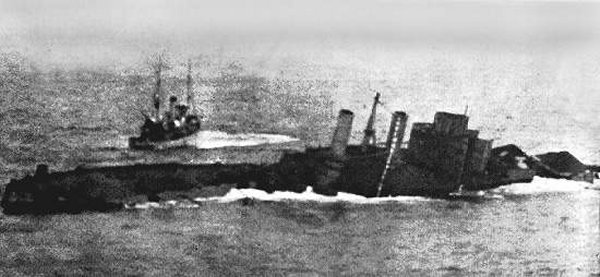
Washington při potopení v roce 1924